# Rome (banda)
Rome es una banda de neofolk de Luxemburgo fundada en noviembre de 2005. Está compuesta por el escritor y compositor Jérôme Reuter. 

## Historia
Después de su formación en 2005, a principios de 2006 firmó con el, extinto en 2014, sello discográfico Cold Meat Industry (CMI) llegando a producir sus tres primeros discos. En el año 2009 se unió al sello discográfico alemán Trisol Music Group GMBH.

## Jérôme Reuter
Jérôme Reuter tocaba cuando fue joven en varias bandas de distinta índole, desde tocar la batería en grupos de black metal hasta formar su propia banda punk Mack Murphy & The Inmates. De este último saldrían algunas de las canciones que hoy están en el repertorio de ROME.
Reuter afirma en sus entrevistas que nunca buscó fama ni dinero. También ha llegado a decir «Art is not about pleasing people» (el arte no está para satisfacer a la gente) en relación con que le gusta cambiar el sonido de su música antes que satisfacer a sus oyentes grabando el mismo disco una y otra vez.

## Música y temática
ROME ha citado a Jacques Brel, Léo Ferré, Albert Camus y Jean Genet como influencias de su música. Su profunda marcada voz recuerda a Leonard Cohen.

También ha mencionado en varias ocasiones que la banda es apolítica. En una entrevista con la revista Heathen Harvest, Reuter dijo:
I mean, I’ve only been honest about not believing there’s any middle ground when it comes to racism and homophobia, for example. And my back-catalog includes many songs that obviously go against the grain in some way. But as you’ve mentioned, I would not like ROME to be seen as a ‘political band’. That tarnishes things. I don’t want to talk about politics all day long, either. ROME does not push a particular philosophy like some bands (not just in the underground) do. My leaning to the left of things—or whatever it is—is not that important, and I don’t think politics should get in the way of making good art.
Solo he sido honesto en no creer en la existencia de un punto intermedio cuando hablamos de racismo y homofobia, por ejemplo. Y mi trabajo incluye muchas canciones que obviamente van contracorriente de alguna manera. Pero como has mencionado, no me gustaría que ROME fuese visto como una banda política. Eso empaña las cosas. Tampoco quiero hablar de política durante todo el tiempo. ROME no sigue una filosofía particular como otras bandas (no solo las underground). Mi inclinación izquierdista —o lo que sea que es— no es tan importante y no creo que la política debiera de ponerse en el camino de hacer buen arte.
Según Paul Simpson, «la banda combina percusión marcial con texturas atmosféricas electrónicas y guitarras acústicas etéreas, así como samples y letras poéticas a menudo relacionadas con temáticas de guerra, así como temáticas más universales, como amor, dolor y muerte».

## Discografía
| Año  | Mes        | Título                               | Formato | Sello                   | Número de catálogo | Notas |
| ---- | ---------- | ------------------------------------ | ------- | ----------------------- | ------------------ | --- |
| 2006 | Junio      | Berlin                               | MCD     | CMI                     | CMI.156            | Relanzado en 2010 por Trisol (TRI 391 CD)                                                                     |
| 2006 | October    | Nera                                 | CD      | CMI                     | CMI.164            | Relanzado en 2010 por Trisol (TRI 392 CD)                                                                     |
| 2007 | April      | Confessions D'Un Voleur D'Ames       | CD      | CMI                     | CMI.172            | Relanzado en 2011 por Trisol (TRI 393 CD)                                                                     |
| 2008 | Marzo      | Masse Mensch Material                | CD      | CMI                     | CMI.181            | Relanzado en 2011 por Trisol (TRI 394 CD)                                                                     |
| 2009 | Mayo       | To Die Among Strangers               | MCD     | Trisol Music Group GmbH | TRI 361 CD         | Promoción para Flowers From Exile.                                                                            |
| 2009 | Junio      | Flowers From Exile                   | CD      | Trisol Music Group GmbH | TRI 362 CD         | |
| 2010 | Enero      | L'Assassen                           | MCD     | Trisol Music Group GmbH | TRI 382 CD         | Promoción para Nos Chants Perdus.                                                                             |
| 2010 | Mayo       | Nos Chants Perdus                    | CD      | Trisol Music Group GmbH | TRI 383 CD         | |
| 2011 | Junio      | Our Holy Rue / The Merchant Fleet    | 10"     | Trisol Music Group GmbH | TRI 420 LP         | Sengle-sided, etched 10".                                                                                     |
| 2011 | Noviembre  | Die Æsthetik der Herrschaftsfreiheit | CD      | Trisol Music Group GmbH | TRI 424 CD         | Álbum triple en formato de libro y estuche (151 x 213 x 39mm approx).                                         |
| 2012 | Septiembre | Fester                               | CD      | Trisol Music Group GmbH | TRI 457 CD         | Promoción para Hell Money. Musicalmente Fester ofrece Folk duro con influencias de Nick Cave y Cult of Youth. |
| 2012 | Octubre    | Hell Money                           | CD      | Trisol Music Group GmbH |                    | |
| 2013 | Julio      | Hate Us and See If We Mind           | CD      | Trisol Music Group GmbH |                    | |
| 2014 | Agosto     | A Passage to Rhodesia                | CD      | Trisol Music Group      | TRI 471 CD         | |
| 2015 | Septiembre | Anthology 2005-2015                  | CD      | Trisol Music Group      | TRI 522 CD         | |
| 2016 | Abril      | Coriolan                             | CD      | Trisol Music Group      | TRI 537 CD         | |
| 2016 | Agosto     | The Hyperion Machine                 | CD      | Trisol Music Group      | TRI 551 CD         | |
| 2017 | Junio      | Hansa Studios Sessions               | CD      | Trisol Music Group      | TRI 574 CD         | |